# Helminthosporium solani
Espèce
Helminthosporium solani est une espèce de champignons ascomycètes de la famille des Massarinaceae.
Ce champignon phytopathogène provoque chez la pomme de terre la maladie de la gale argentée ou « tache argentée ».

## Taxinomie

### Synonymes
Synonymes :
- Brachysporium solani;
- Dematium atrovirens;
- Helminthosporium atrovirens;
- Spondylocladium atrovirens.